# Бальци (Билеча)
Бальци (серб. Баљци / Baljci) — село в общине Билеча Республики Сербской Боснии и Герцеговины. Население составляет 300 человек по переписи 2013 года.

## Известные уроженцы
- Коста Грубачич[серб.] (1909—1968), педагог
- Милош Байович (1921—1944), партизан, Народный герой Югославии